# Евтихий (Тулупов)
Иеромонах Евтихий Тулупов (ум. 9 июля 1915, близ деревни Можейканы) — иеромонах Богородицкой-Площанской пустыни, Брянского уезда, Орловской губернии, военный полковой священник.

## Биография
Дата и место рождения неизвестны.
Отец Евтихий служил в 289-м Коротоякском полку 73-й пехотной дивизии.
Участник Первой мировой войны.
9 июля 1915 года с крестом в руке повел полк на прорыв из окружения и погиб в бою под деревней Можейканы.
«Он не считался с опасностью и нисколько не боялся смерти. А когда пришёл час его, то он как пастырь добрый совершенно спокойно положил душу свою за овцы своя. Вечная память тебе, дорогой собрат наш!» — писал командир 289-го полка об иеромонахе Евтихии.
Корреспондент газеты «Новое время» писал о том бое: «Маленький, с большой седой бородой, с лицом детской доброты и веры отец Евтихий вышел с ротами из опушки леса, держа крест над головой, прошёл под ожесточённым огнём неприятельской цепи и пошёл далее. А за ним вперёд побежали другие. Пуля противника ранила батюшку в плечо. Его тут же перевязали, и он опять пошёл вперед, пока не упал навзничь…».

## Награды
- За стойкость и мужество, проявленные в боях на территории Восточной Пруссии, отец Евтихий был награждён орденом Св. Анны 3-й степени с мечами и бантом и посмертно — орденом Св. Георгия 4-й степени (13 сентября 1916).